# يوري (لاعب كرة قدم)
يوري هو لاعب كرة قدم برازيلي في مركز الهجوم، ولد في 12 يونيو 1998. لعب مع نادي بونتي بريتا.

## وصلات خارجية
- يوري على موقع رابطة كرة القدم اليابانية للمحترفين (اليابانية)
- يوري على موقع قاعدة بيانات كرة القدم.إي يو (الإنجليزية)
- يوري على موقع Soccerway.com (الإنجليزية)
- يوري على موقع عالم كرة القدم.نت (الإنجليزية)